# Discrezionalità
La discrezionalità, in diritto, indica il caso in cui una norma giuridica disciplini solo alcuni aspetti del comportamento del destinatario, lasciandogli quindi un margine di scelta tra più possibilità di comportamento ugualmente lecite.
Si suole parlare di  attuazione della norma in relazione all'attività discrezionale, di applicazione della norma in relazione all'attività vincolata e di osservanza della (eventuale) norma in relazione all'attività libera nel fine.

## Descrizione
Il caso più significativo di discrezionalità si ha quando la norma stabilisce il fine che deve essere conseguito ma non disciplina o disciplina solo in parte i modi per conseguirlo, lasciando così al destinatario un margine di scelta al riguardo. L'attività discrezionale, così disciplinata, si contrappone, da un lato, all'attività vincolata, disciplinata sotto tutti gli aspetti dalla norma, senza lasciare alcun margine di scelta al destinatario, e, dall'altro, all'attività libera nel fine, in relazione alla quale la norma non stabilisce un fine da conseguire ma, al più, dei limiti riguardo ai mezzi che possono essere impiegati. L'attività libera nel fine è tipica del diritto privato, mentre i casi di attività discrezionale e vincolata si rinvengono tipicamente nel diritto pubblico. Oltre alle attività possono essere qualificati come discrezionali, vincolati o liberi nel fine i poteri esercitati nel loro ambito e gli atti giuridici attraverso i quali si esercitano.

## Nelle funzioni pubbliche
Con riferimento alle funzioni pubbliche si suole dire che la legislazione è libera nel fine e pone le norme che vengono attuate dall'amministrazione, discrezionale, e applicate dalla giurisdizione, vincolata. Tale affermazione, tuttavia, è vera solo tendenzialmente, giacché in realtà si rinvengono casi di discrezionalità nell'ambito di tutte le funzioni pubbliche, potendosi così parlare di discrezionalità legislativa, amministrativa e giurisdizionale.
Quanto alla giurisdizione, se è vero che si tratta di attività tipicamente vincolata, è altrettanto vero che non mancano casi in cui è riconosciuto al giudice un margine più o meno ampio di discrezionalità nel decidere. Questo avviene:
- in ordine alla valutazione delle prove che, al di fuori dei casi di prova legale, è lasciata al libero convincimento del giudice;
- nel processo penale, in ordine alla determinazione della pena tra il minimo e il massimo stabiliti dal legislatore;
- quando la norma da applicare contiene una clausola generale;
- in casi specifici espressamente previsti dal legislatore (come quando il legislatore autorizza il giudice a decidere secondo equità).

La discrezionalità è, invece, tipica della funzione amministrativa: la legge stabilisce l'interesse pubblico da perseguire, lasciando all'organo amministrativo un margine più o meno ampio di scelta sul modo per farlo; in ordine a tale scelta l'organo deve ponderare l'interesse pubblico affidato alle sue cure (interesse primario) con gli altri interessi, pubblici o privati, con esso confliggenti (interessi secondari), per stabilire se questi ultimi devono recedere di fronte al primo. In relazione ad un determinato provvedimento amministrativo la discrezionalità può riguardare la scelta circa l'emanazione o meno (l'an), il suo contenuto (il quid), il momento dell'emanazione (il quando) o il procedimento per l'emanazione, la forma e gli eventuali elementi accidentali (il quomodo). Se l'attività amministrativa è tipicamente discrezionale, non mancano tuttavia casi di attività amministrativa vincolata, laddove il legislatore ha ritenuto di dover effettuare una volta per tutte la ponderazione degli interessi in gioco, stabilendo in modo puntuale ed esaustivo i contenuti dell'attività che deve essere posta in essere dall'organo amministrativo.
Riguardo alla legislazione, essa è indubbiamente libera nel fine negli ordinamenti a costituzione flessibile, dove non esiste alcuna fonte sovraordinata alla legge che possa in qualche modo vincolarla. Lo stesso si potrebbe dire negli ordinamenti a costituzione rigida, se quest'ultima si limitasse a disciplinare l'esercizio della funzione legislativa sotto il solo aspetto formale (organi competenti, procedimento ecc.); tuttavia, le costituzioni più recenti tendono a contenere anche norme programmatiche che indicano al legislatore determinati fini da perseguire nell'esercizio dei suoi poteri: in questi casi l'attività legislativa non si può più considerare libera nel fine ed assume i caratteri della discrezionalità.

## Legittimità e merito
Quando la norma stabilisce il fine da conseguire, lasciando un margine più o meno ampio di scelta sul modo per farlo, gli atti del destinatario possono essere valutati sotto un duplice profilo. Il primo, comune agli atti vincolati, è quello della legittimità, ossia della conformità alle norme giuridiche, sicché in presenza di difformità l'atto è affetto da vizio di legittimità. Il secondo profilo, quello del merito amministrativo|merito, è invece esclusivo degli atti discrezionali ed attiene all'idoneità dell'atto a conseguire in modo ottimale il fine, alla stregua delle regole non giuridiche (tecniche, di esperienza ecc.) di volta in volta applicabili; in presenza di difformità da tali regole l'atto è affetto da vizio di merito.
L'ordinamento può trattare diversamente i vizi di legittimità rispetto a quelli di merito. In particolare, nel prevedere il controllo sull'atto, può limitarlo al riscontro dei vizi di legittimità (controllo di legittimità) oppure estenderlo al riscontro dei vizi di merito (controllo di merito): ad esempio, negli ordinamenti in cui è presente il giudice amministrativo, è attribuito allo stesso il potere di annullare gli atti della pubblica amministrazione affetti da vizi di legittimità, mentre sono tendenzialmente esclusi i vizi di merito.
| Controllo di autorità | Thesaurus BNCF 22456 · LCCN (EN) sh85070942 · BNE (ES) XX548045 (data) · BNF (FR) cb123299408 (data) · J9U (EN, HE) 987007536266105171 |